# 瑪麗長公主 (奧蘭治親王妃)
瑪麗·亨利埃塔長公主（英語：Mary Henrietta, Princess Royal，1631年11月4日—1660年12月24日），奧蘭治親王妃，丈夫是威廉二世。
瑪麗是查理一世的長女，查理二世的妹妹，詹姆斯二世的姐姐。她是英國的第一位長公主，這個頭銜是母親法蘭西的亨利埃塔·瑪麗亞建議查理一世仿效法國國王冊封長女（Madame Royale）而創造的。

## 家庭
1641年5月2日，9歲的瑪麗與14歲的奧蘭治親王儲威廉二世結婚。1650年，威廉二世因天花逝世，兩人的獨子威廉在幾天後出生，是將來的奧蘭治親王（1650年起）與英格蘭國王（1689年起）威廉三世。